# Dynamo Drezno
Dynamo Drezno (niem. SG Dynamo Dresden) – niemiecki klub piłkarski z siedzibą w Dreźnie, występujący w 2. Bundeslidze. Wielokrotny mistrz NRD.
Klub powstał 12 kwietnia 1953 roku z przekształcenia klubów sportowych milicji i organów bezpieczeństwa po włączeniu w centralny klub sportowy organów bezpieczeństwa Sportvereinigung Dynamo. Gra na stadionie Rudolf-Harbig-Stadion, który może pomieścić 32 066 osób.

## Sukcesy
- Mistrzostwo NRD (8 razy): 1953, 1971, 1973, 1976, 1977, 1978, 1989, 1990
- Puchar Wolnych Niemieckich Związków Zawodowych: 1952, 1971, 1977, 1982, 1984, 1985, 1990
- Mistrz Oberligii: 2001/2002
- Półfinał Pucharu UEFA: 1989

## Obecny skład
Stan na 19 sierpnia 2021 r.
| Nr | Poz. | Piłkarz                |
| -- | ---- | ---------------------- |
| 1  | BR   | Kevin Broll            |
| 2  | OB   | Guram Giorbelidze      |
| 3  | OB   | Michael Akoto          |
| 4  | OB   | Tim Knipping           |
| 5  | PO   | Yannick Stark          |
| 7  | NA   | Panagiotis Vlachodimos |
| 8  | PO   | Heinz Mörschel         |
| 9  | NA   | Pascal Sohm            |
| 10 | PO   | Patrick Weihrauch      |
| 11 | NA   | Agyemang Diawusie      |
| 14 | NA   | Philipp Hosiner        |
| 15 | OB   | Chris Löwe             |
| 16 | OB   | Robin Becker           |
| 17 | PO   | Morris Schröter        |
| 19 | PO   | Luca Herrmann          |

| Nr | Poz. | Piłkarz                                   |
| -- | ---- | ----------------------------------------- |
| 20 | NA   | Seo Jong-min                              |
| 21 | OB   | Michael Sollbauer                         |
| 22 | BR   | Anton Mitryushkin                         |
| 23 | OB   | Antonis Aidonis (wypożyczony z Stuttgart) |
| 24 | BR   | Patrick Wiegers                           |
| 25 | PO   | Brandon Borrello                          |
| 26 | OB   | Sebastian Mai (Kapitan)                   |
| 28 | PO   | Paul Will                                 |
| 30 | PO   | Julius Kade                               |
| 33 | PO   | Christoph Daferner                        |
| 34 | PO   | Justin Löwe                               |
| 35 | NA   | Ransford-Yeboah Königsdörffer             |
| 36 | PO   | Max Kulke                                 |
| 39 | OB   | Kevin Ehlers                              |

## Galeria

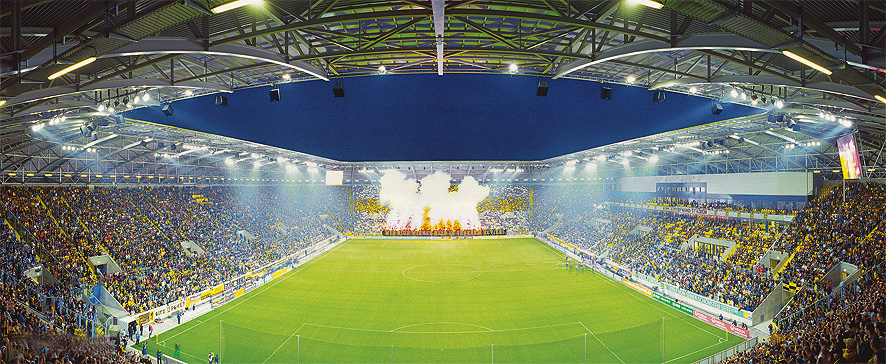
Stadion po przebudowie
Widok na obiekt z zewnątrz
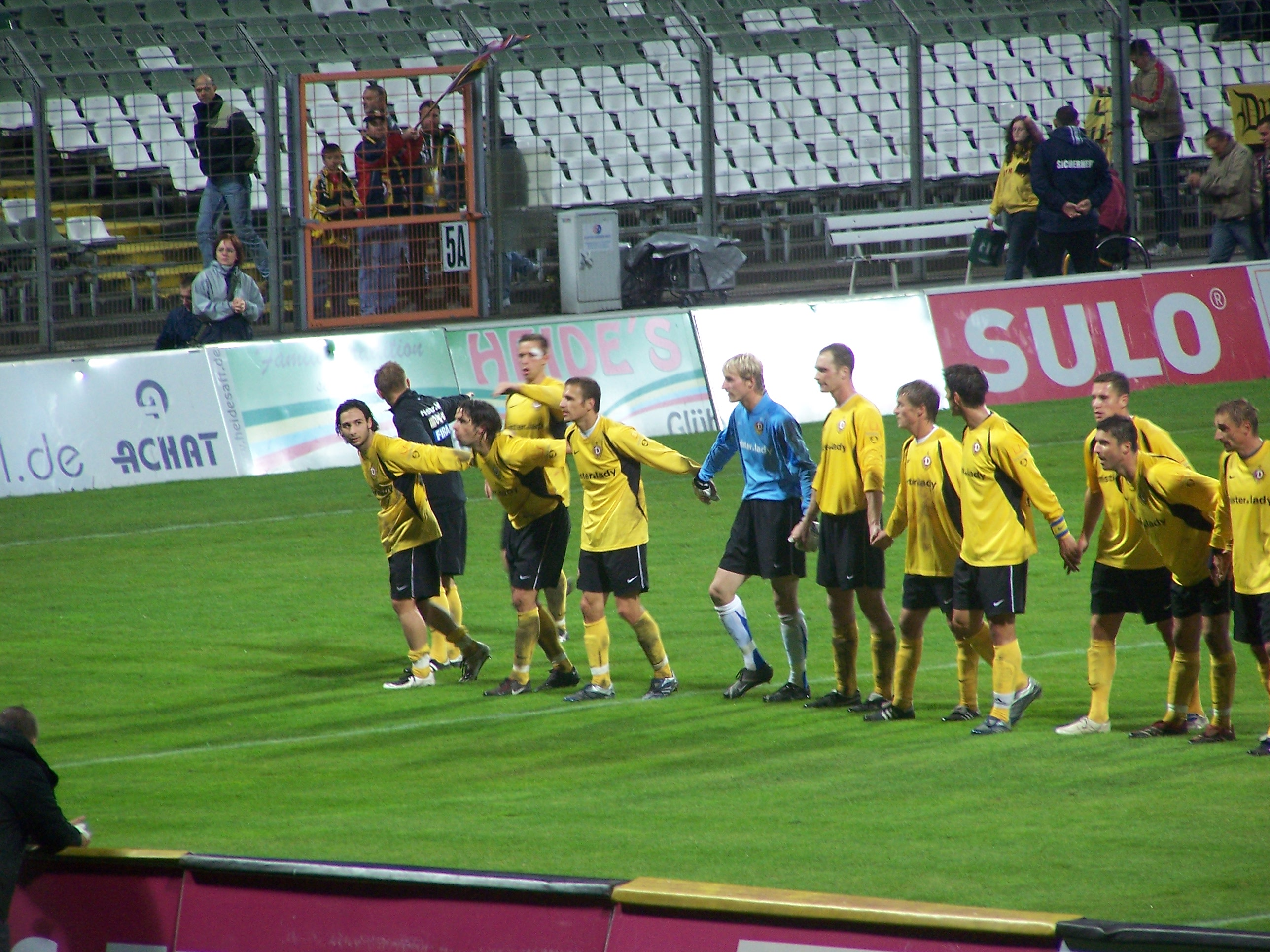
Zawodnicy klubu (2007)